# Magic Box
Magic Box, pseudonimo di Tristano De Bonis (Fondi, 3 febbraio 1976), è un musicista e cantante italiano di musica dance.

## Biografia
Tristano De Bonis (conosciuto anche come Trix) è nato a Fondi e ha iniziato ad esibirsi come musicista all'età di 4 anni. È il fratello maggiore della cantante Erika.
Nel 2000 Trix ha pubblicato il suo primo singolo "Carillon", canzone scritta da lui 11 anni prima, registrata e pubblicata da Spy/TIME.
Nel 2001, il video musicale per il singolo è stato realizzato da TIME Studio.
Nel 2001, "4 Your Love" è stato il secondo singolo di Magic Box.
Nel 2003 ha presentato "If You" che lo ha fatto volare ad esibirsi in Brasile.
Nel 2004 arriva "Sorry Marin", il primo singolo che permette al pubblico di conoscere un altro lato della sua voce, senza falsetto.
Nel 2013, dopo anni di assenza dal palco, Magic Box pubblica "Scream My Name" cantata con la sua vera voce.
Nel 2018, Magic Box pubblica "From Now On".
Nel 2019, Magic Box prende parte all'album Back to the Feat di DJ Jump, interpretando i brani "I Play The Piano" e "Baby Queen", quest'ultimo inoltre vede la collaborazione con DJ Ross.
I suoi brani musicali sono stati inseriti in diverse compilation di musica dance, inoltre hanno raggiunto la "top 20" della hit parade in Italia, Francia, Svizzera e altri paesi.

## Discografia

### Singolo (comeTrix)
- 2001 Bomb Bomb

### Singoli (comeMagic Box)
| Anno | Singolo        | Posizione | Posizione | Posizione |
| Anno | Singolo        | FRA       | ITA       | NLD       |
| ---- | -------------- | --------- | --------- | --------- |
| 2000 | Carillon       | 20        | 23        | —         |
| 2001 | 4 Your Love    | —         | 40        | —         |
| 2003 | If You         | —         | 31        | 82        |
| 2003 | This Is Better | —         | 45        | —         |
| 2004 | Sorry Marin    | —         | —         | —         |
| 2013 | Scream My Name | —         | —         | —         |
| 2018 | From Now On    | —         | —         | —         |